# Маанинка
Маанинка (фин. Maaninka) — бывшая община (волость) в провинции Северное Саво, губерния Восточная Финляндия, Финляндия. Она была объединена с городом Куопио 1 января 2015 года. Общая площадь общины составляла 575,13 км², из которых 108,62 км² — вода.
Община представляет собой преимущественно пересеченный лесной массив. В Маанинке находится самый высокий водопад в Финляндии, высотой 36 метров. Это место, называемое Коркеакоски, было туристическим объектом с 19 века.

## Демография
На 31 января 2011 года в общине Маанинка проживали 3837 человек: 1964 мужчины и 1873 женщины.
Финский язык является родным для 99,09% жителей, шведский — для 0,05%. Прочие языки являются родными для 0,86% жителей общины.
Возрастной состав населения:
- до 14 лет — 17,46%
- от 15 до 64 лет — 60,96%
- от 65 лет — 21,48%

Изменение численности населения по годам:
| Год  | Численность |
| ---- | ----------- |
| 1980 | 4443        |
| 1990 | 4135        |
| 2000 | 3889        |
| 2010 | 3833        |
| 2011 | 3837        |

## Известные уроженцы
- Олави Куронен (1923-1989) финский прыгун на лыжах с трамплина
- Яри Рясянен (род. 1966) финский лыжник